# Орден Друк Кхорло
Орден Друк Кхорло (англ. Order of the Druk Khorlo) — четвёртая по важности награда Королевства Бутан. Учреждён в 2008 году королём Бутана Джигме Кхесаром Намгьял Вангчуком.

## Статут
Имеет одну степень. Знак, в центре которого чёрная вставка из эмали с портретом короля из золота, на фоне флага Бутана.
Лента синяя с оранжевыми и жёлтыми полосками по краям.